# Grand Prix d'Isbergues 2024
Il Grand Prix d'Isbergues 2024, settantottesima edizione della corsa, valido come evento dell'UCI Europe Tour 2024 categoria 1.1 e come sedicesima prova della Coppa di Francia 2024, si svolse il 15 settembre 2024 su un percorso di 198,8 km, con partenza e arrivo a Isbergues, in Francia. La vittoria fu appannaggio dell'olandese Arvid de Kleijn, il quale completò il percorso in 4h35'06", alla media di 43,359 km/h, precedendo il neozelandese Laurence Pithie e il belga Gerben Thijssen.
Sul traguardo di Isbergues 123 ciclisti, dei 140 partiti dalla medesima località, portarono a termine la competizione.

## Squadre e corridori partecipanti
| N.      | Cod. | Squadra                         |
| ------- | ---- | ------------------------------- |
| 1-7     | Q36  | Q36.5 Pro Cycling Team          |
| 11-16   | DAT  | Decathlon AG2R La Mondiale Team |
| 22-27   | ADC  | Alpecin-Deceuninck              |
| 31-37   | GFC  | Groupama-FDJ                    |
| 41-47   | COF  | Cofidis                         |
| 51-57   | IWA  | Intermarché-Wanty               |
| 61-67   | ARK  | Arkéa-B&B Hotels                |
| 71-77   | LTD  | Lotto Dstny                     |
| 81-87   | IPT  | Israel-Premier Tech             |
| 91-97   | TEN  | TotalEnergies                   |
| 101-107 | TUD  | Tudor Pro Cycling Team          |

| N.      | Cod. | Squadra                    |
| ------- | ---- | -------------------------- |
| 111-117 | VRR  | Van Rysel-Roubaix          |
| 121-127 | BWB  | Bingoal WB                 |
| 131-137 | TFB  | Team Flanders-Baloise      |
| 141-147 | AUB  | St Michel-Mavic-Auber93    |
| 151-157 | PWB  | Philippe Wagner-Bazin      |
| 161-167 | UCN  | CIC U Nantes Atlantique    |
| 171-177 | HBJ  | Hagens Berman Jayco        |
| 181-186 | NMC  | Nice Métropole Côte d'Azur |
| 191-197 | MET  | Metec-Solarwatt p/b Mantel |
| 201-207 | MCT  | MYVELO Pro Cycling Team    |

## Ordine d'arrivo (Top 10)
| Pos. | Corridore        | Squadra     | Tempo    |
| ---- | ---------------- | ----------- | -------- |
| 1    | Arvid de Kleijn  | Tudor       | 4h35'06" |
| 2    | Laurence Pithie  | Groupama    | s.t.     |
| 3    | Gerben Thijssen  | Intermarché | s.t.     |
| 4    | Pierre Gautherat | Decathlon   | s.t.     |
| 5    | Davide Persico   | Bingoal     | s.t.     |
| 6    | Maikel Zijlaard  | Tudor       | s.t.     |
| 7    | Paul Penhoët     | Groupama    | s.t.     |
| 8    | Piet Allegaert   | Cofidis     | s.t.     |
| 9    | Jensen Plowright | Alpecin     | s.t.     |
| 10   | Tom Van Asbroeck | Israel      | s.t.     |